# Comtat de Rennes
El comtat de Rennes fou una jurisdicció feudal de Bretanya centrada a Rennes. Els comtes van esdevenir ducs de Bretanya amb Conan I i el comtat va desaparèixer integrat als dominis ducals. A l'inici del segle viii ja s'esmenta un comte de Rennes i de Nantes de nom Agateu, que era bisbe de Nantes. El comtat fou part de la Marca de Bretanya des del 753 i depenia de Nantes; el 799 la conquesta de la marca bretona es va acabar per obra de Guiu de Nantes. El 843 Lambert II, net de Guiu, es va apoderar de Nantes i potser també de Rennes, però després la va perdre davant els normands; el 845, després de la batalla de Ballon, el rei bretó Nominoe va ocupar Vannes, Rennes i Nantes; aquesta fou cedida a Lambert II que va ocupar també Angers i va acabar reconegut per Carles el Calb. El 846 Bretanya fou reconeguda independent per Carles, però Anjou, Nantes i Rennes en van quedar fora i Carles les va cedir a Amauri de Nantes; la inestabilitat de la frontera amb la conquesta bretona d'Angers, va provocar el nomenament altre cop a Nantes i Rennes de Lambert, reconciliat amb Carles. Però Lambert no va tardar a aliar-se a Nominoe; aquest va envair Nantes i Rennes el 850 en ajut de Lambert, i junts va llençar incursions contra el Bessin i el comtat del Maine L'estiu del 850 Carles el Calb es va dirigir a Rennes però va evitar la lluita en camp obert; va establir guarnicions a la ciutat de Rennes i de Nantes i va nomenar com a comte de Rennes i Vannes a Amauri; però quan va abandonar la zona Lambert i Nominoe van derrotar a les guarnicions de les dues ciutats i les van recuperar (15 d'agost de 850); Amauri fou fer presoner i les fortificacions foren desmantellades per evitar la tornada dels francs. Rennes i Vannes van quedar per Lambert que el 851 va acompanyar a Nominoe en la seva ofensiva a Nèustria; la mort sobtada del rei breto a Vendôme el 7 de març de 851, va deixar a Lambert al front de l'exèrcit bretó al costat d'Erispoe, el fill de Nominoe, i nou rei, i a la batalla de Jengland van esclafar a les tropes de Carles el Calb (22 d'agost del 851) i abans de final d'any un acord entre Carles i Erispoe va cedir Nantes i Rennes a Bretanya. Lambert va perdre llavors les esperances de dominar la regió i va intentar crear-se un domini entre l'Anjou i el baix Maine, però va morir en l'intent el 852. Erispoe hauria cedit el comtat en data no coneguda al seu gendre Gurwant.

## Llista de comtes
| Regnat        | Titular                            | Notes |
| ------------- | ---------------------------------- | --- |
| ? a 876       | Gurwant                            | |
| 876 a 888     | Judicaël                           | fill (?) del anterior |
| 888 a ?       | desconegut                         | filla (?) del anterior |
| 920 a 970     | Judicaël Berenguer                 | Filiació incerta - Les principals hipòtesis són: que seria fill de l'anterior i d'un comte de nom Pascweten diferent de Pascweten; i que seria descendent per la seva mare del marquès de Nèustria Berenguer i per part de pare (desconegut) seria descendent de la família d'Erispoë i potser del Princeps Judicaël. |
| 970 a 992     | Conan I de Bretanya                | Fill - Duc de Bretanya |
| 992 a 1008    | Geoffroi I de Bretanya             | Fill - Duc de Bretanya |
| 1008 a 1040   | Alan III de Bretanya               | Fill - Duc de Bretanya |
| 1040 a 1066   | Conan II de Bretanya               | Fill - Duc de Bretanya |
| 1066 a 1084   | Geoffroy Grenonat                  | Fill il·legítim d'Alan III de Bretanya - Comte vitalici de Rennes |
| → 1066 a 1072 | Havoisa de Bretanya                | germana de Conan II de Bretanya - Comtessa titular de Rennes |
| → 1066 a 1084 | Hoël II de Bretanya                | marit d'Havoisa de Bretanya - Duc de Bretanya - Comte titular de Rennes |
| 1084 a 1112   | Alan IV de Bretanya                | Fill dels dos anteriors - Duc de Bretanya |
| 1112 a 1148   | Conan III de Bretanya              | Fill - Duc de Bretanya |
| 1148 a 1156   | Hoël III de Bretanya               | Fill - Duc pretendent de Bretanya |
| 1156 a 1158   | Berta de Bretanya                  | Filla de Conan III de Bretanya |
| 1158 a 1166   | Conan IV de Bretanya               | Fill - Duc de Bretanya |
| 1166 a 1181   | Enric II d'Anglaterra              | Rei d'Anglaterra |
| 1181 a 1186   | Geoffroy II de Bretanya            | Fill - Duc de Bretanya |
| 1166 a 1201   | Constància de Bretanya o Constança | esposa del anterior - Duquessa de Bretanya |
| 1196 a 1203   | Artur I de Bretanya                | Fill dels dos anteriors - Duc de Bretanya |

- Sota Pere I Mauclerc el comtat de Rennes va quedar integrat al domini ducal de Bretanya.